# Теодор Минда
Теодор (Тоди) Минда (на румънски: Theodor (Todi) Minda) е румънски поет и фолклорист. Пише поезия на мъгленорумънски език.

## Биография
Теодор Минда е роден на 28 януари 1911 година в мъгленското влашко село Лугунци, тогава в Османската империя, днес в Гърция. Учи първо в Лугунци, по-късно отива в Румънската търговска гимназия в Солун. В 1926 година пристига в Румъния по програмата за емиграция на македонските власи. Завършва гимназия в Румъния в Дева със стипендия. Майка му Василикия учира в Лугунци, а баща му Аргир се установява в Южна Добруджа, вероятно в Капаклии. При принудителния обмен на население в 1940 година, след загубата на Южна Добруджа от Румъния, Аргир пристига в Черна, където умира.
В 1933 година в Букурещ Теодор Минда е сред основателкогато на културното дружество „Мегления“. Теодор завършва счетоводен отдел на Академията за икономически изследвания в Букурещ и в продължение на 30 години е главен счетоводител в Държавната застрахователна администрация. Минда също има диплома по филология и слуша курсовете на Академията за изящни изкуства. Минда пише поезия на родния си език и рисува през целия си живот.
Жени се за Султана Чамба от Ошин. Султана живее при леля си в Солун, където завърши основното си образование. Двамата се срещат в Солун и по-късно се женят в Румъния.
Умира на 12 септември 1982 година от инсулт в Черна, където заедно с Елена Скарлатою и Л. П. Марку прави на място изследвания върху мъгленорумънския език.